# 能量寺

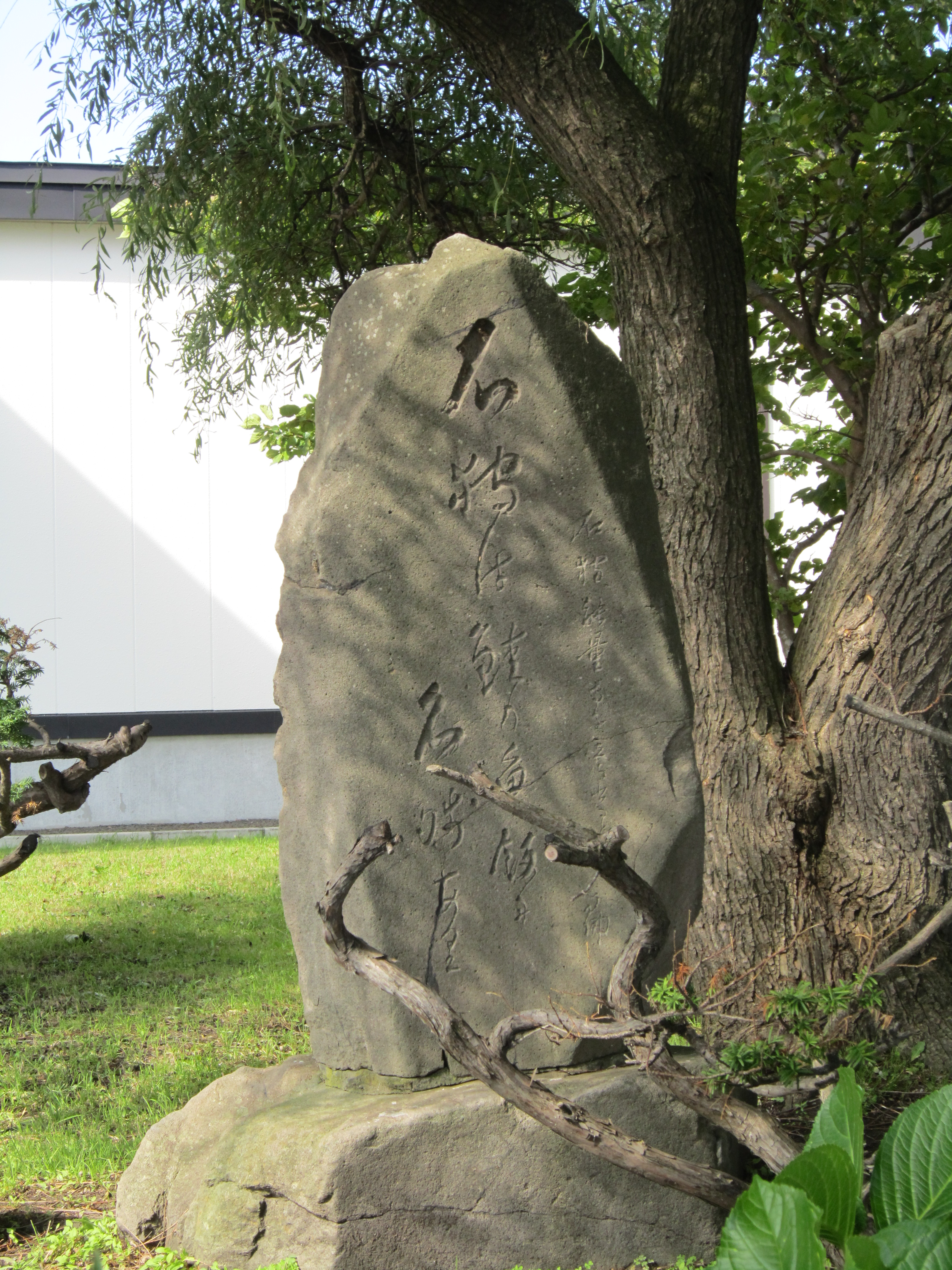
大谷句佛句碑

能量寺（日语：／ Nōryo-ji）是一所真宗大谷派的寺庙，坐落于北海道石狩市親船町26。是幕末时期石狩建立的四所寺庙之一。

## 历史
1858年（安政五年）12月创建。
1867年（庆应三年）2月，于玉川啓吉居所暂设。
1875年（明治八年）12月，曾我信彦从札幌山鼻本願寺别院带来祖师画像，玉川啓吉的租住处暂设说教所。
1876年（明治九年）6月，于親船町北25番地建立“真宗東派説教所”。
1878年（明治十一年）11月12日，经開拓使函馆支厅许可后搬至现地址。
1879年（明治十二年），说教所更名为“能量寺”。
1892年（明治二十五年），重筑大殿。
1927年（昭和二年）至1928年（昭和三年）间，東本願寺第二十三世管長大谷句佛来访北海道布教，以能量寺为中心活动。
1945年（昭和二十年）7月15日，附近地区被美军空袭。此时许多人在能量寺后的柏林中避难，彻夜不眠。
1950年（昭和二十五年）7月20日，大谷句佛在离开能量寺之际为题俳句，并立碑以记。
留恋石狩鲑鱼饭（石狩は 鮭の魚飯に 名残あり）
 — 大谷句佛

## 脚注
1. 1 2 3 4 5 6 7 8 9  碑 1988.
2. ↑  鈴木 1996.